# St. Joseph (Moitzfeld)

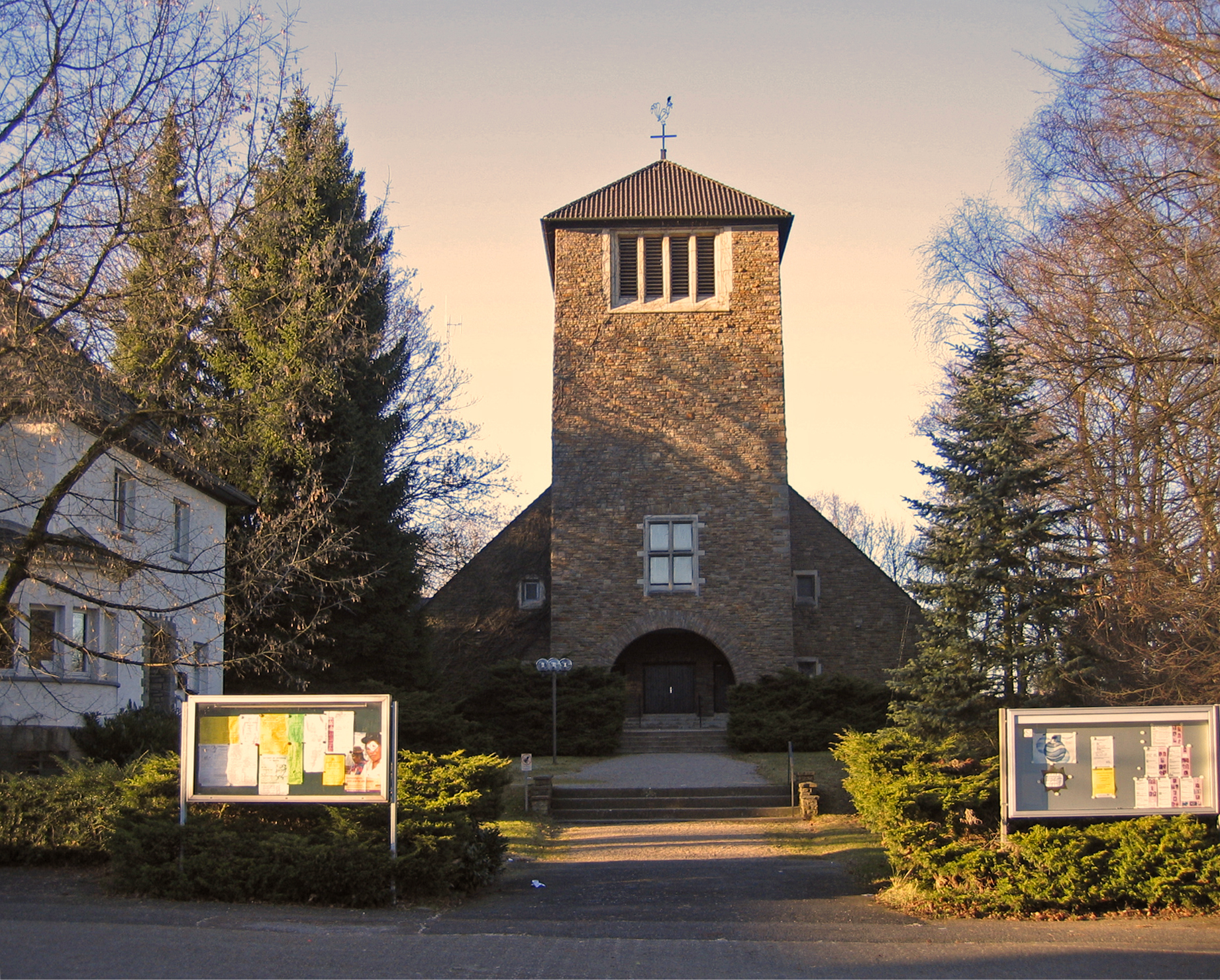
St. Joseph Moitzfeld (2007)

St. Joseph ist die römisch-katholische Kirche im Stadtteil Moitzfeld der Stadt Bergisch Gladbach.

## Baugeschichte
Die Moitzfelder Katholiken gehörten von jeher zur Pfarrei St. Nikolaus in  Bensberg. Als zu Beginn des 20. Jahrhunderts die Einwohnerzahl wegen der nahegelegenen Grube Weiß anstieg, entstand der Wunsch nach einer eigenen Kirche.
Im Jahre 1920 wurde der „Kirchenbauverein Moitzfeld“ gegründet. Man erwarb eine Holzbaracke, die 1918 in Köln-Bocklemünd als Offiziersmesse für die englischen Besatzungstruppen gebaut worden war, baute sie in Köln ab und transportierte sie mit Pferdefuhrwerken und unentgeltlicher Arbeitsleistung von Bewohnern nach Moitzfeld. Das Kirchengelände war von Luise Unterbusch gestiftet worden. Am 1. Adventssonntag 1920 erfolgte die Grundsteinlegung und am 17. April 1921 die Einsegnung der hölzernen Notkirche. 1933 erhob das Erzbistum Köln Moitzfeld zum selbständigen Pfarr-Rektorat. 1938/39 baute man ein Pfarrhaus, das durch Schenkungen und Sammlungen finanziert wurde.
Vom 9. Februar 1940 bis 31. März 1955 war Jakob Holl Pfarrer in Moitzfeld. Bereits zu Beginn seiner Amtszeit zeigte die alte Holzkirche Schäden, die durch Witterungseinflüsse herbeigeführt wurden. Holl nahm deshalb Kontakt mit dem Bensberger Architekten Bernhard Rotterdam auf und plante mit ihm zusammen den Bau einer neuen Kirche. Schon im Jahr 1943 hatte man Klarheit darüber gewonnen, wie diese neue Kirche aussehen sollte. Nach Kriegsende begannen am 27. Mai 1946 die Erdarbeiten, die von Hand durchgeführt wurden. Langsam wuchs nach den Ausschachtungsarbeiten das Langhaus. Die Grundsteinlegung für den Turm erfolgte am 15. Juli 1950, am 17. Dezember 1950 kam es zur Einsegnung. Von jetzt an fanden die Gottesdienste in der neuen Kirche statt, wobei die Bauarbeiten zur Vollendung des Bauwerks weitergingen. Der Turm wurde 1951 fertiggestellt. Er war zunächst mit zwei Glocken ausgestattet. 1952 kamen zwei weitere Glocken von einem Glockenfriedhof im Hamburger Hafen hinzu. Im gleichen Jahr wurde die hölzerne Notkirche abgetragen. Die Konsekration erfolgte am 1. Mai 1958 durch Weihbischof Wilhelm Cleven.
Die neue Kirche erhielt 1950 Glasfenster mit den biblischen Motiven Verkündigung, Geburt Jesu, Abendmahl Jesu, Kreuzigung, Auferstehung, gestaltet von dem Düsseldorfer Architekten Günther Pelzer.
Bei der 1981 erfolgten Renovierung wurde der Chorraum neu gestaltet und die Wände des Kirchenraumes neu verputzt und gestrichen.